# 1967年アメリカグランプリ
1967年アメリカグランプリ (1967 United States Grand Prix) は、1967年のF1世界選手権第10戦として、1967年10月1日にワトキンズ・グレン・グランプリレースコースで開催された。
108周で行われたレースは、ロータスのジム・クラークが2番手スタートから優勝し、チームメイトのグラハム・ヒルが2位、ブラバムのデニス・ハルムが3位となった。

## レース概要

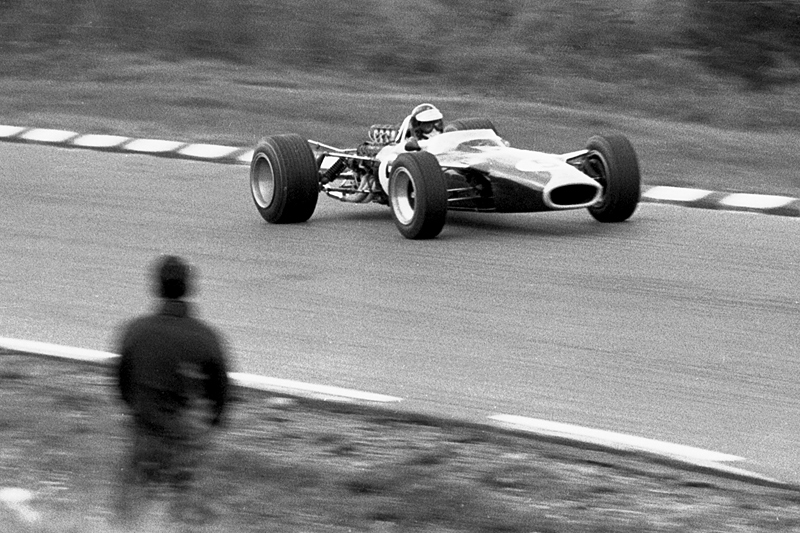
ロータス・49を駆るジム・クラークが優勝した。

ジム・クラークは最後の2周でマシンを労りながら走り、チームメイトのグラハム・ヒルに6秒差を付けてフィニッシュし、アメリカGP3勝目（そして最後となる）を挙げた。これはクラークにとって今シーズン3勝目で、そして通算23勝目であった。クラークは翌年4月にドイツでのF2レースで事故死したが、それまでにさらに2勝（次戦の最終戦メキシコGPと翌年の開幕戦南アフリカGP）を挙げて通算勝利数を25まで伸ばし、ファン・マヌエル・ファンジオを1勝上回りF1史上最多勝利を挙げた。

コーリン・チャップマンのロータス・49が第3戦オランダGPに登場して以来、出走した7戦全てでポールポジションを獲得し、トラック上で最速のマシンであった。しかし、ロータス・49は信頼性に問題があり、シーズンの残り2戦の北米ラウンドを迎えた時点でドライバーズチャンピオンを争うのは、ディフェンディングチャンピオンのジャック・ブラバムとデニス・ハルムのブラバム勢のみだった。

金曜日の予選は雲と霧に覆われて薄暗い中で始まったが、天気がゆっくりと回復するにつれて、ロータスのマシンは再びはクラークとともに最速タイムをグラハム・ヒルの前に出した。土曜日ははるかにコンディションが上昇し、ほぼ全員が前日からタイムを縮めた。クラークはセッション後半に1分06秒07を出し、平均時速125 mph (201 km/h)の壁を破りポールポジションを決めたかに見えた。しかし、ヒルはポールポジションの賞金1,000ドルを獲得することを諦めず、クラークがフルタンクでマシンのハンドリングをチェックしていた時に、彼は1分05秒48を出してチームメイトのクラークからポールポジションを奪い取った。ベルギーGPで自身のアメリカ車イーグル・ウェスレイクを初優勝に導いたダン・ガーニーは3番手、唯一のフェラーリを走らせるクリス・エイモンが4番手となった。

レース当日は8万人の観客が美しく明るい太陽に迎えられた。その前日の夜、フォード・コスワース・DFVエンジンの開発に75,000ポンドを投じたダゲナムのイギリス・フォードで広報を務めるウォルター・ヘイズは、レースの最後にロータス・フォードの2人のドライバーによる優勝争いが行われていた場合、コイントスで勝者を決めるべきだと提案し、2人のドライバーの好成績に自信を示した。ドライバーたちは、メキシコで取り決めが覆される可能性があると判断して合意し、ヒルはコイントスに勝った。

レースが始まるとロータス勢が先行し、1周目が終わるとヒルはクラーク、ダン・ガーニー、ブラバム、クリス・エイモン、ハルム、ブルース・マクラーレンをリードした。2周目にガーニーがクラークを抜いて2位に上がり、その後すぐにハルムはエイモンとブラバムの前に出た。10周目にはクラークがガーニーを抜き返して2位に戻り、エイモンのフェラーリがペースを上げ始めた。彼はまずブラバムを抜き、21周目にハルムとガーニーを抜いて3位に浮上した。ガーニーはサスペンションが壊れて後退した。
エイモンは誰もが驚いたことに、ロータス勢との差を縮めたが、ヨアキム・ボニエのクーパーを周回遅れにしようとして4秒を失った。彼は再びインを閉め、曲がったセクションまで先行したが、速いコーナーで追い抜かれた。ロータス勢とエイモンの上位3台は周回遅れのジョー・シフェールとジョン・サーティースを抜いたが、サーティースはエイモンの手信号に異議を唱え、3周遅れにもかかわらずブレーキングを遅らせてエイモンの前に出たが、サーティースは61周目に失火を起こし、エイモンは再びロータス勢への追撃体制に入った。前戦イタリアGPでホンダ・RA300にデビューウィンをもたらしたサーティースだったが、本レースは予選から燃料バッグのバリによってエンストを起こして11番手に終わり、決勝も6位まで浮上したが同様のトラブルによって2回のピットインを強いられ、最後はバッテリーが上がってリタイアした。
ヒルはクラッチが固まってしばらくギアを変更することができず、クラークに首位を明け渡した。クラークが先頭に立つと、エイモンは65周目にヒルを捉えた。ヒルがギアチェンジに苦労する間に、エイモンは2位に浮上した。しかし、エイモンが76周目に突然油圧が下がって2位に戻った。8周後、ヒルが再びギアチェンジ不能になると、エイモンは96周目まで2位をキープしたが、エンジンのオイルが切れて破損しリタイアした。

ヒルは前夜「勝った」と主張していたが、その主張を受け入れるにはあまりにも遅れていたため、クラークは帰ってしまった。その後、106周目の途中でクラークの右リアサスペンションの上部支持材が壊れ、ホイールが内側にたるんでしまった。クラークはダメージを評価するために首をかがめ、特に左カーブで細心の注意を払いながら、ゴールに向かってマシンを動かし始めた! ヒルとの差は残り2周の時点で45秒あったが、最終ラップに入ると23秒まで縮まった。緑と黄色のロータスのマシンは両方ともトラブルを抱えながら、最後の1周をゆっくりと走行した。最終的にクラークはヒルに6秒差でフィニッシュした。

ハルムは最後にロータス勢に仕掛けることができたかもしれなかったが、彼のエンジンは燃料不足によりスパッタリングしていたため3位に終わった。クラークが勝ったことにより、ブラバムとハルムのブラバム勢によるドライバーズチャンピオンの決定は、3週間後の最終戦メキシコGPに持ち越しとなった。

## エントリーリスト
| チーム                                                      | No. | ドライバー                     | コンストラクター | シャシー | エンジン                         | タイヤ |
| ----------------------------------------------------------- | --- | ------------------------------ | ---------------- | -------- | -------------------------------- | ------ |
| ブラバム・レーシング・オーガニゼーション                    | 1   | ジャック・ブラバム             | ブラバム         | BT24     | レプコ 740 3.0L V8               | G      |
| ブラバム・レーシング・オーガニゼーション                    | 2   | デニス・ハルム                 | ブラバム         | BT24     | レプコ 740 3.0L V8               | G      |
| ホンダ・レーシング                                          | 3   | ジョン・サーティース           | ホンダ           | RA300    | ホンダ RA273E 3.0L V12           | F      |
| クーパー・カー・カンパニー                                  | 4   | ヨッヘン・リント               | クーパー         | T81B     | マセラティ 10/F1 3.0L V12        | F      |
| クーパー・カー・カンパニー                                  | 21  | ジャッキー・イクス             | クーパー         | T86      | マセラティ 10/F1 3.0L V12        | F      |
| チーム・ロータス                                            | 5   | ジム・クラーク                 | ロータス         | 49       | フォード・コスワース DFV 3.0L V8 | F      |
| チーム・ロータス                                            | 6   | グラハム・ヒル                 | ロータス         | 49       | フォード・コスワース DFV 3.0L V8 | F      |
| チーム・ロータス                                            | 18  | モイセス・ソラーナ             | ロータス         | 49       | フォード・コスワース DFV 3.0L V8 | F      |
| オーウェン・レーシング・オーガニゼーション                  | 7   | ジャッキー・スチュワート       | BRM              | P115     | BRM P75 3.0L H16                 | G      |
| オーウェン・レーシング・オーガニゼーション                  | 8   | マイク・スペンス               | BRM              | P83      | BRM P75 3.0L H16                 | G      |
| スクーデリア・フェラーリ SpA SEFAC                          | 9   | クリス・エイモン               | フェラーリ       | 312/67   | フェラーリ 242 3.0L V12          | F      |
| アングロ・アメリカン・レーサーズ                            | 11  | ダン・ガーニー                 | イーグル         | T1G      | ウェスレイク 58 3.0L V12         | G      |
| ブルース・マクラーレン・モーターレーシング                  | 14  | ブルース・マクラーレン         | マクラーレン     | M5A      | BRM P142 3.0L V12                | G      |
| ロブ・ウォーカー/ジャック・ダーラッシャー・レーシングチーム | 15  | ジョー・シフェール             | クーパー         | T81      | マセラティ 9/F1 3.0L V12         | F      |
| ヨアキム・ボニエ・レーシングチーム                          | 16  | ヨアキム・ボニエ               | クーパー         | T81      | マセラティ 9/F1 3.0L V12         | F      |
| レグ・パーネル・レーシング                                  | 17  | クリス・アーウィン             | BRM              | P83      | BRM P75 3.0L H16                 | F      |
| ギ・リジェ                                                  | 19  | ギ・リジェ                     | ブラバム         | BT20     | レプコ 620 3.0L V8               | F      |
| マトラ・スポール                                            | 22  | ジャン＝ピエール・ベルトワーズ | マトラ           | MS7      | フォード・コスワース FVA 1.6L L4 | G      |
| カストロール・オイルズ・リミテッド                          | 30  | アル・ピース 1                 | イーグル         | T1F      | クライマックス FPF 2.8L L4       | G      |
| ソース:                                                     |     |                                |                  |          |                                  |        |

追記
- ピンク地はF2マシンで参加
- ^1 - エントリーしたが出場せず[5]

## 結果

### 予選
| 順位    | No. | ドライバー                     | コンストラクター      | タイム  | 差    | グリッド |
| ------- | --- | ------------------------------ | --------------------- | ------- | ----- | -------- |
| 1       | 6   | グラハム・ヒル                 | ロータス-フォード     | 1:05.48 | -     | 1        |
| 2       | 5   | ジム・クラーク                 | ロータス-フォード     | 1:06.07 | +0.59 | 2        |
| 3       | 11  | ダン・ガーニー                 | イーグル-ウェスレイク | 1:06.64 | +1.16 | 3        |
| 4       | 9   | クリス・エイモン               | フェラーリ            | 1:06.65 | +1.17 | 4        |
| 5       | 1   | ジャック・ブラバム             | ブラバム-レプコ       | 1:06.73 | +1.25 | 5        |
| 6       | 2   | デニス・ハルム                 | ブラバム-レプコ       | 1:07.45 | +1.97 | 6        |
| 7       | 18  | モイセス・ソラーナ             | ロータス-フォード     | 1:07.88 | +2.40 | 7        |
| 8       | 4   | ヨッヘン・リント               | クーパー-マセラティ   | 1:07.99 | +2.51 | 8        |
| 9       | 14  | ブルース・マクラーレン         | マクラーレン-BRM      | 1:08.05 | +2.57 | 9        |
| 10      | 7   | ジャッキー・スチュワート       | BRM                   | 1:08.09 | +2.61 | 10       |
| 11      | 3   | ジョン・サーティース           | ホンダ                | 1:08.13 | +2.65 | 11       |
| 12      | 15  | ジョー・シフェール             | クーパー-マセラティ   | 1:08.25 | +2.77 | 12       |
| 13      | 8   | マイク・スペンス               | BRM                   | 1:09.01 | +3.53 | 13       |
| 14      | 17  | クリス・アーウィン             | BRM                   | 1:09.64 | +4.16 | 14       |
| 15      | 16  | ヨアキム・ボニエ               | クーパー-マセラティ   | 1:09.78 | +4.30 | 15       |
| 16      | 21  | ジャッキー・イクス             | クーパー-マセラティ   | 1:09.94 | +4.46 | 16       |
| 17      | 19  | ギ・リジェ                     | ブラバム-レプコ       | 1:11.32 | +5.84 | 17       |
| 18      | 22  | ジャン＝ピエール・ベルトワーズ | マトラ-フォード       | 1:12.05 | +6.57 | 18       |
| ソース: |     |                                |                       |         |       |          |

追記
- ピンク地はF2マシンで参加

### 決勝
| 順位    | No. | ドライバー                     | コンストラクター      | 周回数 | タイム/リタイア原因 | グリッド | ポイント |
| ------- | --- | ------------------------------ | --------------------- | ------ | ------------------- | -------- | -------- |
| 1       | 5   | ジム・クラーク                 | ロータス-フォード     | 108    | 2:03:13.2           | 2        | 9        |
| 2       | 6   | グラハム・ヒル                 | ロータス-フォード     | 108    | +6.3                | 1        | 6        |
| 3       | 2   | デニス・ハルム                 | ブラバム-レプコ       | 107    | +1 Lap              | 6        | 4        |
| 4       | 15  | ジョー・シフェール             | クーパー-マセラティ   | 106    | +2 Laps             | 12       | 3        |
| 5       | 1   | ジャック・ブラバム             | ブラバム-レプコ       | 104    | +4 Laps             | 5        | 2        |
| 6       | 16  | ヨアキム・ボニエ               | クーパー-マセラティ   | 101    | +7 Laps             | 15       | 1        |
| 7       | 22  | ジャン＝ピエール・ベルトワーズ | マトラ-フォード       | 101    | +7 Laps             | 18       |          |
| Ret     | 3   | ジョン・サーティース           | ホンダ                | 96     | オルタネーター      | 11       |          |
| Ret     | 9   | クリス・エイモン               | フェラーリ            | 95     | エンジン            | 4        |          |
| Ret     | 7   | ジャッキー・スチュワート       | BRM                   | 72     | 燃料噴射装置        | 10       |          |
| Ret     | 21  | ジャッキー・イクス             | クーパー-マセラティ   | 45     | オーバーヒート      | 16       |          |
| Ret     | 19  | ギ・リジェ                     | ブラバム-レプコ       | 43     | エンジン            | 17       |          |
| Ret     | 17  | クリス・アーウィン             | BRM                   | 41     | エンジン            | 14       |          |
| Ret     | 8   | マイク・スペンス               | BRM                   | 35     | エンジン            | 13       |          |
| Ret     | 4   | ヨッヘン・リント               | クーパー-マセラティ   | 33     | エンジン            | 8        |          |
| Ret     | 11  | ダン・ガーニー                 | イーグル-ウェスレイク | 24     | サスペンション      | 3        |          |
| Ret     | 14  | ブルース・マクラーレン         | マクラーレン-BRM      | 16     | 水漏れ              | 9        |          |
| Ret     | 18  | モイセス・ソラーナ             | ロータス-フォード     | 7      | イグニッション      | 7        |          |
| ソース: |     |                                |                       |        |                     |          |          |

ファステストラップ
- グラハム・ヒル - 1:06.00（81周目）

ラップリーダー
- グラハム・ヒル - 40周 (Lap 1-40)
- ジム・クラーク - 68周 (Lap 41-108)

追記
- ピンク地はF2マシンで参加

## 第10戦終了時点のランキング
|         | 順位 | ドライバー           | ポイント |
| ------- | ---- | -------------------- | -------- |
|         | 1    | デニス・ハルム       | 47       |
|         | 2    | ジャック・ブラバム   | 42       |
|         | 3    | ジム・クラーク       | 32       |
|         | 4    | クリス・エイモン     | 20       |
|         | 5    | ジョン・サーティース | 17       |
| ソース: |      |                      |          |

|         | 順位 | コンストラクター    | ポイント |
| ------- | ---- | ------------------- | -------- |
|         | 1    | ブラバム-レプコ     | 61       |
|         | 2    | ロータス-フォード   | 35       |
|         | 3    | クーパー-マセラティ | 27       |
|         | 4    | フェラーリ          | 20       |
|         | 5    | ホンダ              | 17       |
| ソース: |      |                     |          |

- 注:  トップ5のみ表示。前半6戦のうちベスト5戦及び後半5戦のうちベスト4戦がカウントされる。